# Жоинвиль (футбольный клуб)
«Жоинви́ль» (порт. Joinville Esporte Clube) — бразильский спортивный клуб из одноимённого города в штате Санта-Катарина. Наиболее известен по выступлениям футбольной и мини-футбольной команд. По итогам 2014 года клуб добился права выступать в Серии A Бразилии, однако затем дважды подряд вылетал. В 2021 году выступал в Серии D.

## История
Клуб основан 29 января 1976 года в результате объединения клубов «Америка» и «Кашиас». Домашние матчи проводит на стадионе «Арена Жоинвиль», вмещающем 22 400 зрителей. Золотые годы клуба пришлись на 1980-е годы, когда он был постоянным участником бразильской Серии А. «Жоинвиль» — 12-кратный чемпион штата Санта-Катарина, что делает его третьим по титулованности клубом штата.
В 2010 году команда заняла только пятое место в Серии D (в дивизион выше поднимаются первые четыре клуба), однако перед началом сезона 2011 команда «Америка» (Манаус) была снята с соревнований и «Жоинвиль» занял её место. В итоге клуб сумел дойти до финала Серии C и добился права играть в 2012 году в Серии B. В финале команда уверенно выиграла у КРБ.
В 2013 году «Жоинвиль» занял высокое шестое место в Серии B и считался одним из фаворитов за право выйти в элиту чемпионата Бразилии. Команда оправдала эти ожидания, досрочно завоевав место в первой четвёрке, а за тур до окончания Серии B занимала первое место в турнирной таблице.
Мини-футбольная команда «Жоинвиля» выступает под названием «Крона» (JEC/Krona Futsal, то есть Joinville Esporte Clube/Krona Futsal). В 2017 году она впервые стала чемпионом Бразилии. Также на её счету две победы в Чаше Бразилии.

## Достижения
Футбол
- Чемпион штата Санта-Катарина (12): 1976, 1978, 1979, 1980, 1981, 1982, 1983, 1984, 1985, 1987, 2000, 2001
- Вице-чемпион штата Санта-Катарина (4): 1989, 1990, 1996, 2006
- Обладатель Кубка штата Санта-Катарина (5): 2009, 2011, 2012, 2013, 2020
- Чемпион Бразилии в Серии B (1): 2014
- Чемпион Бразилии в Серии C (1): 2011

Мини-футбол
- Чемпион штата Санта-Катарина (6): 2009, 2010, 2012, 2013, 2014, 2017
- Обладатель Чаши Бразилии (2): 2011, 2017
- Чемпион Бразилии (1): 2017